# Tobias Rivesjö
Tobias Rivesjö (* 21. Oktober 1989 in Onsala) ist ein schwedischer Handballspieler.

## Karriere
Tobias Rivesjö begann in der Jugend beim schwedischen Verein HK Aranäs mit dem Handball. Nachdem er von 2007 bis 2009 bei HP Warta und Alingsås HK gespielt hatte, kehrte er zum HK Aranäs zurück. 2011 wechselte er in die norwegische Postenligaen zu IL Runar, mit dem er in der Saison 2012/13 am EHF Challenge Cup teilnahm. Ab Sommer 2014 lief der 1,95 Meter große Rückraumspieler für den deutschen Verein TV Emsdetten auf, von dem er im Dezember 2015 zum HC Erlangen wechselte. 2016 unterschrieb er einen Vertrag beim SC DHfK Leipzig. Für die Leipziger absolvierte er 31 Spiele, in denen er 24 Tore erzielte. Im Sommer 2018 kehrt er zum IL Runar zurück.
Rivesjö bestritt ein Länderspiel für die schwedische Juniorennationalmannschaft.